# Albert Quantin
Albert Marie Jérôme Quantin, né le 19 janvier 1850 à Bréhémont, mort le 17 juin 1933 aux Grandes-Ventes, est un bibliophile, éditeur, imprimeur et écrivain français. Il est le fondateur de la Maison Quantin.

## Études
Albert Quantin commence ses études au lycée de Tours puis des études de droit à Paris. Il fit ensuite un apprentissage chez l'imprimeur Mame à Tours dirigé à ce moment par le typographe parisien Henri Fournier.

## Imprimeur et éditeur
Il est chargé d'un service d'impression de dépêches par pigeon voyageur durant la guerre franco-prussienne puis, avec May, il rachète et devient directeur en 1876 de l’imprimerie Clay (anciennement Henri Fournier), possédant un fonds très important. Il commence par doter la librairie de matériel plus moderne mais continue sur la lancée de son prédécesseur en publiant de beaux livres dans divers domaines : Arts, Jeunesse, Littérature…
Son excellence dans la réalisation des livres lui vaut une médaille d'or lors de l'exposition universelle de Paris en 1878 et la Légion d'honneur en 1883 à l'exposition d'Amsterdam. Il innove sans cesse, faisant appel à l'héliogravure pour reproduire les compositions des artistes avec, par exemple, L'Éventail et l'ombrelle d'Octave Uzanne, et utilisant pour la première fois la chromotypographie dans une édition de Gulliver.
Il s’essaie ensuite à l’écriture littéraire avec des ouvrages aux thèmes variés comme la Corse ou encore l'imprimerie en Angleterre, mais surtout des ouvrages de fiction autour du socialisme utopique (fouriérisme, positivisme).
Il a eu également un grand succès en publiant l'édition ne varietur des œuvres de Victor Hugo, une entreprise titanesque qui permit de vendre plus d'un demi-million de volumes en dix ans (de 1880 à 1890) dont une partie après la mort de l'auteur.
Il commence durant cette période à éditer des revues comme La Revue des arts décoratifs (de 1880 à 1884). En 1886, l'imprimerie / maison d'édition devient une société anonyme : la Compagnie générale d'impression et d'édition (que Quantin, en tant qu'actionnaire majoritaire, continue de diriger). C'est à partir de ces années, où la société prend de plus en plus d'ampleur économique, que Quantin crée ses deux plus célèbres revues : Le Livre et surtout Le Monde moderne en 1895.
Il est nommé chevalier de la Légion d'honneur en septembre 1883.

## Publications
- Les Origines de l'imprimerie et son introduction en Angleterre, 1877.
- La Corse La nature - les hommes - le présent - l'avenir, 1914.
- Catalogue de beaux livres anciens et modernes, 1903.
- L’Exposition du siècle, 1900.
- Histoire de Germaine, 1885.
- Le Devoir de l'assemblée constituante. La paix avec la république, février 1871.
- M. Alfred Mame et la maison Mame, 1883.
- En plein vol : vision d’avenir, 1913